# Baghnakh

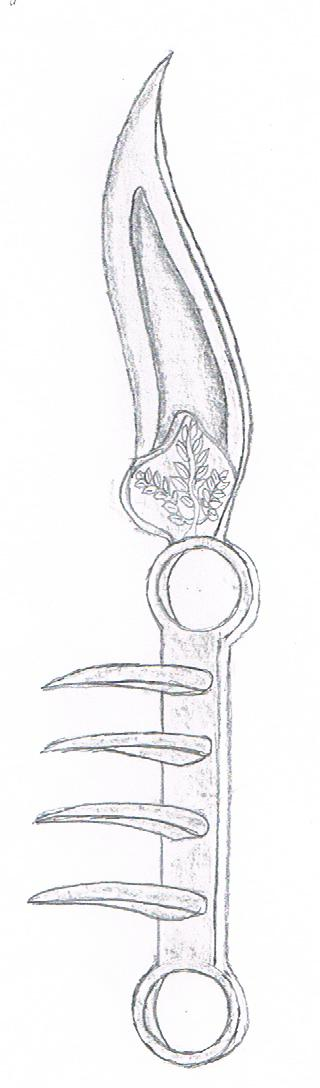
Baghnakh und Dolch in Kombination

Die Baghnakh (Hindi: बाघनख, bāghnakh, dt.: Tigerkralle) ist eine mittelalterliche, dem Schlagring ähnliche Waffe aus Indien.

## Beschreibung
Die Baghnakh besteht aus einem Stück rechteckigen Metall oder aus einem Flacheisen mit der Breite einer Hand. An jedem Ende ist ein Metallring angebracht. An dem Flacheisen oder dem rechteckigen Metallstück sind 2 bis 5 scharfe Klauen angebracht, die denen einer (Groß-)Katze sehr ähnlich sind. Eine andere Version besitzt nur einen Ring, an dem eine einzelne Klaue direkt angebracht ist. Dieser Ring wird an den Ring- oder Mittelfinger angesteckt. Die Klingenlängen sind von Version zu Version unterschiedlich. Sie entstanden etwa im 17. Jahrhundert. Auch Wag-nuk (Wagnuk) genannt, soll sie um 1669 von einem Banditen namens Sevaja erfunden worden sein, Oberhaupt einer geheimen Verbindung unter den Mahratten (indisches Volk),  die die Waffe für ihre nächtlichen Morde benutzten.
Manchmal wurden die Krallen des Baghnakh mit der Klinge des Dolches Bichwa kombiniert. Es gibt auch Versionen, an denen die Klinge wie an einem Faustmesser angebracht ist.

## Verwendung

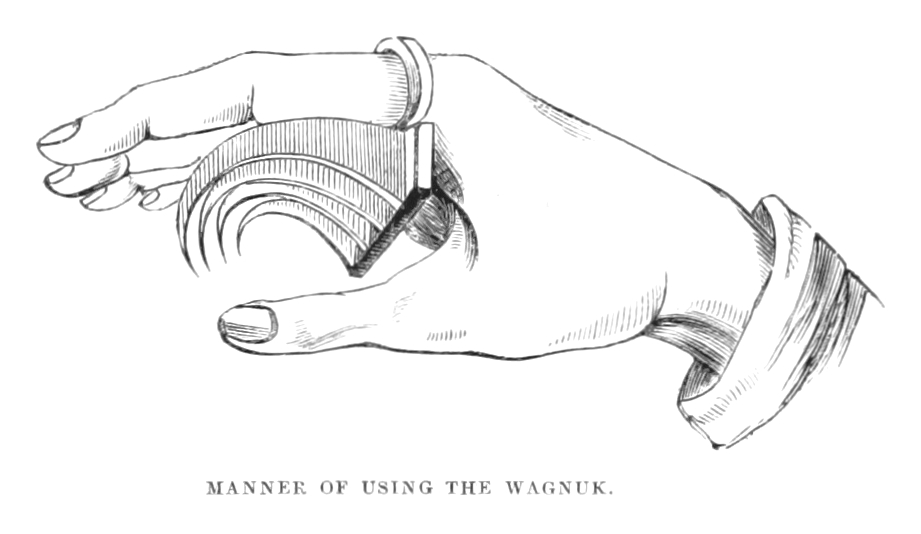
Handhabung

Zeigefinger und der kleine Finger werden durch die Ringe an den Außenseiten gesteckt. Wenn man dann die Hand schließt, bedecken die Finger die Außenseiten der scharfen Klauen, so dass die Waffe, bis auf die Halteringe, verborgen ist. Die Tarnung wurde gesteigert, wenn die Halteringe mit Edelsteinen geschmückt waren und so den Anschein von harmlosen Fingerringen hatten. Im Kampf werden damit unbedeckte Körperstellen oder nur leicht bekleidete Körperpartien wie Hals oder Weichteile angegriffen.
Ein bekannter Einsatz des Baghnakh erfolgte 1659 durch den Maratha Anführer Shivaji, der im Zweikampf den Bijapur-General Afsal Khan tötete.